# Arthure Agathine
Arthure Agathine (ur. 17 grudnia 1960, zm. 24 października 2016) – seszelski lekkoatleta, trójskoczek i skoczek w dal. 
Brał udział w igrzyskach olimpijskich w 1980 (Moskwa) w trójskoku. W eliminacjach skakał trzykrotnie; pierwszą próbę spalił, w drugiej uzyskał wynik 13,99 m, zaś w ostatniej poprawił się o 22 cm, jednak dało mu to tylko 20. miejsce. Spośród zawodników, którzy zaliczyli przynajmniej jedną próbę mierzoną, Agathine miał przedostatni wynik (gorszy rezultat osiągnął tylko Yadessa Kuma z Etiopii). Miał wówczas 180 cm wzrostu.
Zdobył co najmniej siedem tytułów mistrza Seszeli. Czterokrotnie wywalczył te tytuły w trójskoku (1981–1983, 1986), trzy zaś w skoku w dal (1981, 1982, 1986). 
Rekord życiowy w trójskoku: 15,01 (1986). Ustanowił go podczas mistrzostw Seszeli.